# Паннонія

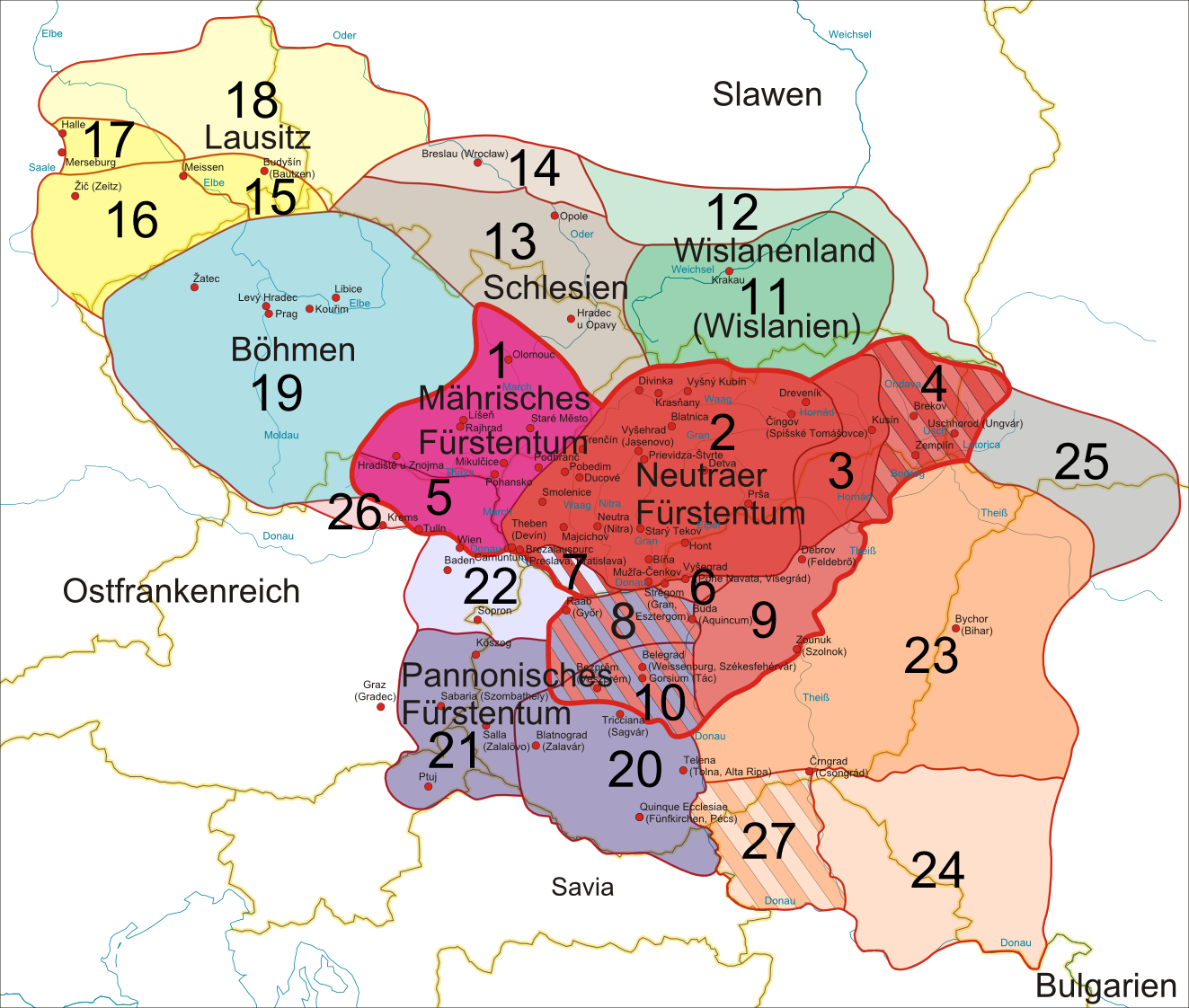
Західнослов'янські племена в східно-центральній Європі наприкінці IX ст.

Паннонія (лат. Pannonia) — історична область на заході Угорщини, назва якої походить від римської провінції Паннонія. Назва збереглася після закінчення римського панування і також використовувалася для позначення політичних кордонів до приходу мадярів на Панонську низовину.
Північним і східним кордоном обох Панноній був Дунай, західним кордоном була лінія Вінервальд — Земмерінг — Фішбахер Альпен і подальший вододіл між Раабом і Муром (хребет пагорбів Монс Предель) і далі на південь до Драви. Сусідними областями були Східна (Австрійська) марка на захід від Віденського лісу, з яким на півдні межувала Карантанія. Нарешті, на південь від Драви була Фріульська марка.
У походах між 791 і 803 роками Карл Великий у союзі з болгарським ханом Крумом розгромив аварів. Ці, які тим часом давно осіли, втратили зв'язок з іншими степовими народами, а їхній політичний вплив відійшов на другий план.
Згодом західнослов'янське населення, яке переселилося в цей регіон протягом приблизно 200 років, змогло самоствердитися настільки, що створило власні дрібні імперії. На заході князівство озера Балатон, на півночі Моравська імперія та князівство Нітра, а на сході Транстеїсія.